# Амоксициллин
Амоксицилли́н — лекарственное средство, полусинтетический антибиотик широкого спектра действия группы пенициллинов для лечения бактериальных инфекции. Его принимают внутрь или, реже, путём инъекции.
Общие побочные эффекты включают тошноту и сыпь. Он также может увеличить риск дрожжевых инфекций и, при использовании в сочетании с клавулановой кислотой, вызвать диарею.
Амоксициллин не следует использовать людям с аллергией на пенициллин. При почечной недостаточности его принимают в сниженных дозах. Его использование во время беременности и грудного вскармливания не представляет опасности.
Амоксициллин относится к группе бета-лактамных антибиотиков, по своим фармакологическим свойствам он близок к ампициллину, но, в отличие от последнего, обладает лучшей биодоступностью при пероральном приёме.
Амоксициллин, как и многие другие бета-лактамные антибиотики, подвержен деградации бета-лактамазами, продуцируемыми некоторыми бактериями, поэтому он часто применяется в комбинациях с клавулановой кислотой, выступающей ингибитором таких ферментов.

## История
Препарат был разработан компанией Beecham в 1972 году и начал продаваться компанией GlaxoSmithKline (правопреемницей Beecham) под названием Амоксил (Amoxil), однако, патент на препарат уже закончился, и иные производители продают его под несколько другими названиями.

## Описание
Амоксициллин принадлежит к классу пенициллинов. Они представляют собой органические соединения, основой которых является 6-аминопенициллановая кислота, которую получают из культур плесневого грибка Penicillium chrysogenum.
| 6-аминопенициллановая кислота | 6-аминопенициллановая кислота |              |
| Бензилпенициллин              | Ампициллин                    | Амоксициллин |
| Бензилпенициллин              | Ампициллин                    | Амоксициллин |

Амоксициллин отличается от ампициллина наличием гидроксильной группы. Это молекулярное изменение увеличивает скорость всасывания препарата, за счет чего происходит менее эффективное разрушение β-лактамного кольца, поддерживая в крови более высокие концентрации данного соединения. Благодаря этому пероральный прием амоксициллина можно назначать вместо инъекционной формы ампициллина, что обеспечивает экономическую выгоду и простоту применения.
В свою очередь, ампициллин и амоксициллин отличаются от бензилпенициллина наличием аминогруппы, в связи с чем их часто относят к подгруппе аминопенициллинов. Оба препарата отличаются от бензилпенициллина устойчивостью к желудочному соку, и соответственно, наличием пероральных лекарственных форм, а также более широким спектром действия. Спектр активности аминопенициллинов расширен за счет действия на некоторых представителей семейства энтеробактерий: кишечную палочку, шигеллы, сальмонеллы и proteus mirabilis, для которых характерен низкий уровень продукции хромосомных β-лактамаз. При этом ампициллин несколько превосходит амоксициллин по активности в отношении шигелл.

## Фармакологические свойства
Амоксициллин ингибирует транспептидазу, нарушает синтез пептидогликана (компонент клеточной стенки бактерий) в период деления и роста, вызывает лизис бактерий.
Он активен в отношении аэробных грамположительных бактерий: Staphylococcus spp. (за исключением штаммов, продуцирующих пенициллиназу), Streptococcus spp.; и аэробных грамотрицательных бактерий: Neisseria gonorrhoeae, Neisseria meningitidis, Escherichia coli, Shigella spp., Salmonella spp., Klebsiella spp. Микроорганизмы, продуцирующие пенициллиназу, резистентны к действию амоксициллина. В комбинации амоксициллина с клавулановой кислотой резистентность бета-лактамазы нейтрализуются.
Действие препарата развивается через 15—30 минут после перорального приёма и длится 8 часов.
Абсорбция — быстрая, высокая (93 %), прием пищи не оказывает влияния на абсорбцию, не разрушается в кислой среде желудка.
При приеме внутрь в дозе 125 и 250 мг максимальная концентрация — 1,5—3 мкг/мл и 3,5—5 мкг/мл, соответственно.
Время достижения максимальной концентрации после перорального приема — 1—2 часа.
Имеет большой объем распределения — высокие концентрации обнаруживаются в плазме, мокроте, бронхиальном секрете (в гнойном бронхиальном секрете распределение слабое), плевральной и перитонеальной жидкости, моче, содержимом кожных волдырей, ткани легкого, слизистой оболочке кишечника, женских половых органах, предстательной железе, жидкости среднего уха, кости, жировой ткани, желчном пузыре (при нормальной функции печени), тканях плода.
При увеличении дозы в 2 раза концентрация также увеличивается в 2 раза.
Концентрация в желчи превышает концентрацию в плазме в 2—4 раза.
В амниотической жидкости и сосудах пуповины концентрация амоксициллина — 25—30 % от уровня в плазме беременной женщины.
Плохо проникает через гематоэнцефалический барьер, при воспалении мозговых оболочек (менингит) концентрация в спинномозговой жидкости — около 20 %.
Связь с белками плазмы — 17 %.
Частично метаболизируется с образованием неактивных метаболитов.
Период полувыведения — 1—1,5 часа.
Выводится на 50—70 % почками в неизмененном виде путём канальцевой экскреции (80 %) и клубочковой фильтрации (20 %), печенью — 10—20 %.
В небольшом количестве выделяется с грудным молоком.
Период полувыведения у недоношенных, новорожденных и детей до 6 месяцев — 3—4 часа.
При нарушении функции почек (клиренс креатинина менее или равен 15 мл/мин) период полувыведения увеличивается до 8,5 часа.
Амоксициллин удаляется при гемодиализе.

## Применение в медицине
Амоксициллин используется для лечения ряда инфекций, в том числе: острый средний отит, стрептококковый фарингит, пневмония, кожные инфекции, инфекции мочевыводящих путей, инфекции сальмонеллы, болезнь Лайма, хламидиоз.

### Острый средний отит
Амоксициллин применяется при лечении детей в возрасте до 6 месяцев с острым средним отитом наряду с другими антибиотиками. Такое же лечение иногда используется для детей младше двух лет с острым средним отитом, двусторонним или сопровождающимся дренированием ушей, однако в большинстве случаев острого среднего отита у детей старше двух лет польза от лечения амоксициллином или другими антибиотиками отсутствует.
В прошлом при лечении острого среднего отита амоксициллин вводили три раза в день, что приводило к пропуску доз в повседневной амбулаторной практике. На 2013 год есть доказательства того, что прием два раза в день или один раз в день имеет эффективность, аналогичную трёхразовому ежедневному приёму амоксициллина.

### Респираторные инфекции
Всемирная организация здравоохранения (ВОЗ) рекомендует амоксициллин в качестве лечения первой линии при нетяжёлой пневмонии у детей.[уточнить]
У взрослых при внебольничной пневмонии амоксициллин рекомендуется Национальным институтом здравоохранения и повышения квалификации Великобритании в качестве антибиотика первой линии: при болезни легкой и средней степени тяжести в качестве самостоятельного лечения, в других случаях — в сочетании с макролидами.
Амоксициллин используется при постконтактном вдыхании сибирской язвы для предотвращения прогрессирования заболевания и для профилактики.
Большинство случаев синусита вызывается вирусами, для которых амоксициллин и амоксициллин-клавуланат неэффективны. При вирусном синусите негативные побочные эффекты от амоксициллина превышают его положительный эффект.

### Инфекции, вызываемыеHelicobacter pylori
Амоксициллин эффективен как компонент терапии желудочных инфекций, вызванных Helicobacter pylori. Обычно он сочетается с ингибитором протонной помпы (например, омепразолом) и антибиотиком из группы макролидов (например, кларитромицином), он также применяется в сочетании с другими препаратами.

### Болезнь Лайма
Амоксициллин эффективен для лечения боррелиоза с первых дней проявления симптомов заболевания. Эффективность и безопасность перорального амоксициллина такая же, как у других антибиотиков, обычно используемых при лечении боррелиоза.

### Кожные инфекции
Амоксициллин иногда используется для лечения кожных инфекций и Акне.

### Инфекции у младенцев в условиях ограниченных ресурсов
Всемирная организация здравоохранения рекомендует амоксициллин для амбулаторного лечения младенцев с признаками и симптомами пневмонии в ситуациях с ограниченными ресурсами, когда родители не могут себе позволить госпитализацию ребёнка или отказываются от неё. Амоксициллин в сочетании с гентамицином рекомендуется для лечения младенцев с признаками и других тяжелых инфекций, когда госпитализация невозможна.

### Профилактика бактериального эндокардита
Амоксициллин также используется для предотвращения бактериального эндокардита у людей из группы высокого риска, выполняющих стоматологические работы, для предотвращения Streptococcus pneumoniae и других инкапсулированных бактериальных инфекций у людей без селезенки (в том числе у людей с серповидно-клеточной анемией), а также для профилактики и лечения сибирской язвы.
На 2011 год медицинские власти Великобритании не рекомендовали использовать амоксициллин для профилактики инфекционного эндокардита, и эти рекомендации не повлияли на частоту инфицирования инфекционным эндокардитом.

### Комбинированное лечение
Амоксициллин подвержен разложению бактериями, продуцирующими β-лактамазы, которые устойчивы к большинству β-лактамных антибиотиков, таких как пенициллин. По этой причине его можно комбинировать с клавулановой кислотой, ингибитором β-лактамаз.

### Спектр активности
Амоксициллин — бактериолитический β-лактамный антибиотик умеренного спектра действия из семейства аминопенициллинов, используемый для лечения чувствительных грамположительных и грамотрицательных бактерий. Обычно это препарат выбора в пределах класса, поскольку он лучше всасывается после перорального приема, чем другие β-лактамные антибиотики. В целом, Streptococcus, Bacillus subtilis, Enterococcus, Haemophilus, Helicobacter и Moraxella чувствительны к амоксициллину, тогда как Citrobacter, Klebsiella и Pseudomonas aeruginosa к нему устойчивы. Некоторые E. coli и большинство клинических штаммов Staphylococcus aureus в той или иной степени развили устойчивость к амоксициллину.

## Применение в ветеринарии
Препарат предназначен для лечения молодняка крупного рогатого скота, свиней и птиц с заболеваниями, возбудители которых чувствительны к компонентам препарата.
Препарат эффективен при лечении животных с заболеваниями органов дыхания (бактериальной и энзоотической пневмонией), желудочно-кишечного тракта (эшерихиозом, сальмонеллезом, стрептококкозом), заболеваниями мочеполовой системы, септицемией, атрофическим ринитом, синдромом ММА и другими болезнями. Выпускается в виде порошков и растворов.